# San Martino Alfieri
San Martino Alfieri é uma comuna italiana da região do Piemonte, província de Asti, com cerca de 704 habitantes. Estende-se por uma área de 7 km², tendo uma densidade populacional de 101 hab/km². Faz fronteira com Antignano, Costigliole d'Asti, Govone (CN), San Damiano d'Asti.

## Demografia
| Variação demográfica do município entre 1861 e 2011                               |
|                                                                                   |
| Fonte: Istituto Nazionale di Statistica (ISTAT) - Elaboração gráfica da Wikipedia |